# ボブ・ヤーリ
ボブ・ヤーリ (Bob Yari、1961年5月30日- ) は、イランから移住したユダヤ系アメリカ人の映画プロデューサー。

## 人物
イラン生まれのニューヨーク市育ち。 カリフォルニア大学サンタバーバラ校で撮影技術を学ぶ。プロデュースした映画『クラッシュ』は、第78回アカデミー作品賞を受賞した。

## プロデュース作品
- 処刑教室 Assassination of a High School President - 2008
- マイク・タイソン THE MOVE TYSON - 2008
- What Doesn't Kill You -2008
- シャッフル2 エクスチェンジ Possession -2007
- ザ・ホークス ハワード・ヒューズを売った男 The Hoax - 2006
- コネクション マフィアたちの法廷 Find Me Guilty - 2006
- The Painted Veil - 2006
- 幻影師アイゼンハイム The Illusionist - 2006
- ファクトリー・ガール Factory Girl - 2006
- ブロックパーティー Dave Chappelle's Block Party (ドキュメンタリー) - 2005
- ホステージ Hostage - 2005
- ヘイヴン 堕ちた楽園 Haven - 2004
- クラッシュ Crash - 2004
- ママの遺したラヴソング A Love Song for Bobby Long - 2004
- 最高のともだち House of D - 2004
- エージェント・コーディ ミッション in LONDON Agent Cody Banks 2: Destination London
- Employee of the Month - 2004
- Where the Red Fern Grows - 2003
- Perfect Fit

### 製作総指揮
- crashクラッシュ　 Crash(クラッシュを原作としたテレビドラマ) - 2008年-2009年
- Winter Passing - 2005
- The L.A. Riot Spectacular - 2005
- The Chumscrubber - 2005
- サムサッカー Thumbsucker - 2005
- The Matador - 2005
- ラスト・マップ/真実を探して Around the Bend - 2004
- スウェー★ニョ Sueño - 2005
- Prime - 2005
- Laws of Attraction - 2004
- In Enemy Hands - 2004
- Devil's Pond - 2003
- エージェント・コーディ Agent Cody Banks - 2003
- イーブン・マネー Even Money - 2006
- Find Me Guilty - 2006
- エジソンズ・ゲーム The Current War - 2017
- エージェント・スミス Above Suspicion - 2019
- グランパ・ウォーズ おじいちゃんと僕の宣戦布告 The War with Grandpa - 2020
- 1923 1923 - 2022-
- メイヤー・オブ・キングスタウン Mayor of Kingstown 2021-
- タルサ・キング Tulsa King 2022-